# Đào Sơn
Đào Sơn (chữ Hán giản thể: 桃山区, âm Hán Việt: Đào Sơn khu) là một quận thuộc địa cấp thị Thất Đài Hà, tỉnh Hắc Long Giang, Cộng hòa Nhân dân Trung Hoa. Đào Sơn nằm ở phía đông của Thất Đài Hà, có diện tích 74 km², dân số 160.000 người. Mã số bưu chính của quận Đào Sơn là 154600. Quận Đào Sơn được chia thành 6 nhai đạo, 1 trấn. Các đơn vị này lại được chia thành 30 xã khu, 6 thôn hành chính.
- Nhai đạo biện sự xứ: Đào Tây, Đào Đông, Đào Nam, Đào Bắc, Đào Sơn, Hưng Cương.
- Trấn: Vạn Bảo Hà.